# Róża Melcerowa
Róża Melcerowa też Melcer z domu Pomeranc (ur. 5 listopada 1880 w Tarnopolu, zm. 19 października 1934 we Lwowie) – żydowska działaczka społeczna, czołowa postać w syjonistycznej organizacji kobiecej WIZO, radna Lwowa, posłanka na Sejm I kadencji (1922–1927).

## Życiorys
Studiowała na Uniwersytetach w Paryżu i Wiedniu oraz w Konserwatorium w Lipsku. Działała na rzecz społeczności żydowskiej Galicji Wschodniej, pełniąc obowiązki przewodniczącej Zrzeszenia Kobiet Żydowskich (WIZO) w Małopolsce Wschodniej. Była założycielką i kuratorem żydowskich domów sierot oraz wiceprzewodniczącą Centralnego Komitetu Krajowego Opieki nad Sierotami Wojennymi. Sprawowała również mandat radnej Lwowa. Współpracowała z gazetami żydowskimi „Chwila” i „Nowy Dziennik”.
W 1922 została wybrana posłanką na Sejm I kadencji w okręgu Stanisławów z ramienia Komitetu Zjednoczonych Stronnictw Narodowo–Żydowskich. Pracowała w sejmowej Komisji Opieki Społecznej i Inwalidztwa. Wniosła dwie rezolucje do ustawy O pracy młodocianych i kobiet, które nie zostały uwzględnione. Melcerowa zarzucała polskiemu rządowi dyskryminację Żydów. W latach 1928–1930 była zastępczynią posła na Sejm II kadencji, a w 1930 bez powodzenia ubiegała się o mandat senatorski.
Jej mężem był radca prawny Izaak Melcer.